# 이수민 (1995년)
이수민(李受珉, 1995년 9월 11일 ~ )은 전 오스트레일리아 야구 리그 질롱 코리아의 투수이다.

## 한국 프로야구 시절

### 삼성 라이온즈시절
2014년 1월 8일에 계약금 2억원의 조건으로 입단하였다.

### 상무 야구단시절
2014년 시즌 후에 입대해 2016년에 제대했다.

### 삼성 라이온즈복귀
군 복무를 마친 후 기량이 하락해 2017년에는 1경기에 등판해 10점대 평균자책점에 그쳤고, 그 경기 이후 2군으로 내려가 2021년까지 1군에 오르지 못했다. 2022년 시즌 후 방출됐다.

## 호주 프로야구 시절
2022년에 질롱 코리아에 입단하였다.

## 출신 학교
- 경북 도산초등학교
- 경북 구미중학교(전학) → 대서중학교
- 대구상원고등학교

## 통산 기록
| 연도 | 팀명  | 평균자책점 | 경기 | 완투 | 완봉 | 승 | 패 | 세 | 홀 | 승률  | 타자 | 이닝 | 피안타 | 피홈런 | 볼넷 | 사구 | 탈삼진 | 실점 | 자책점 |
| ---- | ----- | ---------- | ---- | ---- | ---- | -- | -- | -- | -- | ----- | ---- | ---- | ------ | ------ | ---- | ---- | ------ | ---- | ------ |
| 2014 | 삼성  | 2.45       | 5    | 0    | 0    | 1  | 0  | 0  | 1  | 1.000 | 39   | 7.1  | 7      | 0      | 10   | 1    | 7      | 2    | 2      |
| 2017 | 삼성  | 10.13      | 1    | 0    | 0    | 0  | 0  | 0  | 0  | -     | 14   | 2.2  | 4      | 0      | 1    | 1    | 1      | 3    | 3      |
| 통산 | 2시즌 | 4.50       | 6    | 0    | 0    | 1  | 0  | 0  | 1  | 1.000 | 53   | 10   | 11     | 0      | 11   | 2    | 8      | 5    | 5      |